# Augusto Maria Sisson
Augusto Maria Sisson Filho, meglio noto semplicemente come Sisson (Niterói, 15 novembre 1894 – Porto Alegre, 26 febbraio 1982), è stato un calciatore brasiliano, di ruolo attaccante.

## Carriera

### Club
Nato in un paese nello stato di Rio de Janeiro, a 18 anni si trasferisce al Grêmio, società nella quale rimane fino al 1916. Il 25 agosto 1912 la società umilia il Nacional de Porto Alegre, vincendo 23-0: Sisson firma 14 marcature. Passato al Flamengo, gioca pochi incontri nel biennio 1916-1917, venendo schierato con maggiore frequenza nei tre anni successivi. Nel 1920 conquista il campionato Carioca. Nel 1921, dopo aver giocato il suo ultimo incontro con i Mengão, ritorna all'Imortal Tricolor, dove rimane fino al 1923 vincendo due volte il campionato Gaúcho.

### Nazionale
Esordisce l'11 settembre 1920, giocando contro il Cile (1-0), partita valida per il Sudamericano.

## Palmarès

### Club

#### Competizioni nazionali
- Campionato Carioca: 1

Flamengo: 1920
- Campionato Gaúcho: 2

Grêmio: 1921, 1922